# مارک هوفمن
مارک هوفمن (به انگلیسی: Marc Hoffmann) کمیسر پلیس و از شخصیت‌های اصلی سریال کمیسر و رکس با بازی الکساندر پشیل است ،او سومین فردی است که همکار رکس میشود وجانشین کمیسر براندتنر به عنوان رئیس تیم میشود او شخصیتی شوخ و مشتاق دارد و در زمینه قانونی و حقوق قضایی تخصص دارد.